# Emil Widenka
Emil Widenka (ur. 9 września 1903 r. w Koronowacu - zm. ?) – powstaniec śląski, więzień w KL Mauthausen.
Był członkiem Polskiej Organizacji Wojskowej Górnego Śląska, brał udział w II i III powstaniu śląskim. W tym ostatnim powstaniu najpierw służył w kompanii Kornowac - Pogrzebień, a następnie w 3 baonie 4 pułku strzelców raciborskich. Po rozwiązaniu pułku osiedlił się w Pszowie, gdzie w 1930 ożenił się. Pracował jako górnik w kopalni "Anna" w Pszowie. Członek Związku Powstańców Śląskich w Pszowie.
10.05.1942 r. wraz z Wilhelmem Frydrychem pomógł uciekinierowi - jeńcowi wojennemu, za co następnie został oskarżony oraz zasądzony na trzy lata obozu karnego i przekazany w związku z tym do Verschäfter Straflager w miejscowości Bernau, gdzie pracował na roli. Po rocznym pobycie w Bernau został przekazany do KL Mauthausen. Doczekał się wyzwolenia obozu przez wojska amerykańskie 5.05.1945 r. Po powrocie do domu, pracował w kop. "Anna" aż do emerytury w 1959 r. Członek Gminnej Rady Narodowej w Rogach (1961).

## Odznaczony
- Krzyż na Śląskiej Wstędze Waleczności i Zasługi